# Corto toujours un peu plus loin
Corto toujours un peu plus loin (svenska: 'Corto alltid lite längre bort') är ett franskspråkigt seriealbum, ursprungligen utgiven 1974 som Corto Maltese 2. Det samlar korthistorierna 7–11 i Hugo Pratts tecknade serie Corto Maltese, historier som under 1970–1971 publicerats i olika nummer av den franska serietidningen Pif Gadget. Albumet har återtryckts ett antal gånger, och historierna har senare även utgivits i annan form och titel. En tidig albumutgåva från 1971 betitlades La Lagune des beaux songes men innehöll endast korthistorien med samma namn.
Historierna utspelar sig året 1917, i Centralamerika och Karibien.

## Handlingen i de sex historierna
Albumet samlar serieepisoderna 7–11 i den tecknade serien Corto Maltese. De författades och tecknades av Hugo Pratt och var en direkt fortsättning på de första sex Corto Maltese-historierna som först trycktes i Pif. Historierna originalpublicerades således på franska, under följande titlar:
1. "Têtes de champignons" (20 seriesidor i fyrstripp)
2. "La Conga des bananes" (-"-)
3. "Vaudou pour monsieur le président" (-"-)
4. "La Lagune des beaux songes" (-"-)
5. "Fables et grands-pères" (-"-)